# Semlac
Semlac – wieś w Rumunii, w okręgu Arad, w gminie Semlac. W 2011 roku liczyła 3667 mieszkańców. 